# هي شو
هي شو هو مؤرخ صيني، ولد في 1948.